# NGC 718
NGC 718 este o intermediate spiral galaxy⁠(d) situată în constelația Peștii. A fost descoperită în 13 decembrie 1784 de către William Herschel. Se află la o distanță de 24,6 de megaparseci de Pământ.